# Flurgraben (Schwäbische Rezat)
Der Flurgraben ist etwa einen Kilometer langer Auengraben der Schwäbischen Rezat auf dem Gebiet des Marktes Pleinfeld im mittelfränkischen Landkreis Weißenburg-Gunzenhausen. Er entwässert das ufernahe, flache, rechte Überschwemmungsgebiet des Flusses.

## Geographie

### Verlauf
Er geht am Ortsrand von Pleinfeld auf einer Höhe von 373 m ü. NHN unweit der Nepomukbrücke und kurz vor der Mündung des Arbachs in die Schwäbische Rezat gegenüber dem Kernort nach rechts vom Arbach ab und zieht sich in nordöstliche Richtung parallel zur Schwäbische Rezat durch die flache rechte Wiesenaue unterhalb von Pleinfeld. Er fließt dabei größtenteils parallel zu Feldwegen und unterquert nordöstlich der gegenüber am Flussufer liegenden Ketschenmühle die Staatsstraße 2224. Der Flurgraben tritt nach etwa einem Kilometer Lauf südöstlich von Reichertsmühle auf einer Höhe von 369 m ü. NHN in eine Altarmschlinge der Schwäbischen Rezat ein und fließt aus dieser nach insgesamt etwa 1,3 km von rechts und etwas unterhalb der Mühle  in die Rezat.
Das Gewässer hat wie die parallel verlaufende Schwäbische Rezat auf seinem Lauf nur etwa vier Höhenmeter Gefälle.

### Einzugsgebiet
Naturräumlich zählt das nur etwas über einen halben Quadratkilometer große entwässerte Gebiet zum Unterraum Rother Sandsteinplatten des Mittelfränkischen Beckens. Sein höchster Punkt auf den rechten Randhügeln des Rezattales erreicht knapp über 440 m ü. NHN. An der Südseite entwässert der Arbach etwa vom Abzweig des Flurgrabens bis zu dieser Höhenkuppe das angrenzende Gebiet, an der Nordostseite von dort bis zum Rücklauf überwiegend der Iglseebach, während die unkenntliche Wasserscheide zur nirgends auch nur 300 Meter entfernten Rezat das Gebiet im Ostnordosten begrenzt.

### Hochwasser
Bei normalem Pegelstand führt der Flurgraben kaum Wasser. Bei Hochwasser lenkt der Graben jedoch die Wassermassen von Arbach und Schwäbische Rezat um und vom Kernort weg, wodurch die umliegenden Auen und Flurwege nordöstlich von Pleinfeld überschwemmt werden.

### Brücken
Der Flurgraben wird von zwei kleineren Brücken überspannt, über die ein für Pkws gesperrter Flurweg führt. Die Brücken werden bei Hochwasser überspült und sind dann nicht benutzbar.